# Фізична адсорбція
Фізи́чна адсо́рбція (англ. physical adsorption, рос. адсорбция физическая) — збільшення концентрації речовини на границі поділу двох фаз, зумовлене дією міжмолекулярних сил (наприклад, сил ван дер Ваальса). Тобто, це адсорбція за рахунок сил що, зокрема, сприяють конденсації пари, але які не викликають хімічних змін адсорбата. Термін «вандерваальсівська адсорбція» IUPAC не рекомендує використовувати.